# Бопп, Франц
Франц Бопп (нем. Franz Bopp; 14 сентября 1791, Майнц — 23 октября 1867, Берлин) — немецкий лингвист, основатель сравнительного языкознания.

## Биография
Франц Бопп родился в Майнце, посещал гимназию в Ашаффенбурге. Познакомившись благодаря Виндишману с восточными языками, он увлекся санскритом и отправился для его изучения в Париж, где пробыл пять лет. Уже первый труд Боппа, «Über das Konjugationsystem der Sanskritsprache in Vergleichung mit jenem der griech.-lat., pers. und german. Sprache» (Франкф.-на-M., 1816), составил эпоху в языкознании. Родство поименованных в заголовке языков было известно уже до него, но Бопп первый возвел сравнительное языкознание на высоту науки, приняв за основание для сравнения не случайное созвучие слов, но весь общий строй языка, насколько таковой проявляется во флексиях и словообразовании, и первый объяснил, «что сходство языков обозначает происхождение их от одного общего первобытного языка».
Следующий труд Боппа, самый главный, «Vergleichende Grammatik des Sanskrit, Send, Armenischen, Griechischen, Lateinischen, Litauischen, Altslavischen, Gotischen und Deutschen» (Берлин, 1833), составлял собственно дальнейшее развитие первого. Этим сочинением Франц Бопп поднял сравнительную грамматику индогерманских языков на высоту, которой она никогда не достигала. Влияние Боппа не ограничилось только этой ветвью языков, но метод его был применен и ко всем другим языкам, и таким образом его справедливо можно назвать основателем сравнительного языкознания.
Из последующих произведений Боппа по этому вопросу следует отметить:
- «Die kelt. Sprachen in ihrem Verhältnisse zum Sanskrit n. s. w.» (Берл., 1839);
- «Uber das Albanesische in seinen verwandschaftlichen Beziehungen» (Берлин, 1855);
- «Vergleichendes Accentuationssystem» (Берл., 1854).

Заслуги Франца Боппа не ограничиваются сравнительным языкознанием. Отправившись для дальнейшего изучения санскритского языка в Лондон, он предпринял здесь издание ряда отрывков из большого индийского эпоса «Махабхарата». Этими изданиями, а также многочисленными переделками санскритской грамматики он дал удобные и общедоступные пособия для ознакомления с этим языком.
С 1821 года Бопп  был профессором восточной литературы и общего языкознания в Берлинском университете, с 1822 года членом Академии наук и работал без устали до 1864 г. Вследствие апоплексического удара он прекратил с этого года профессорскую деятельность, но дождался ещё великолепного юбилейного торжества, устроенного его учениками по поводу «50-летия основания сравнительного языкознания» (в 1866 г.).
Франц Бопп умер 23 октября 1867 г. в Берлине. Ср. Кун (Kühn), «Franz Bopp» (1868).

## О работах
1816 г: «О системе спряжений санскрита в сравнении с таковым в греческом, латинском, персидском, и германском языках» (в статье выше дано название на немецком языке: «Über das Conjugationssystem der Sanskritsprache in Vergleichung mit jenen der griechischen, lateinischen, persischen und germanischen Sprache»)
Говоря о системе спряжений, Бопп первым уделяет внимание грамматике в сравнительном языкознании.
В работе ставит перед собой две задачи:
1. научно доказать (на фактах) родство индоевропейских языков,
2. раскрыть тайну возникновения флексии (так как древние корни — общие, а флексии никогда не заимствуются).

В работе «О системе спряжений…» Бопп:
1. выводит правила построения слов,
2. восстанавливает вид индоевропейского языка на основе сравнения слов из разных языков,
3. ведет поиск праформ.

1833—1853: «Сравнительная грамматика санскрита, зенда, армянского, греческого, латинского, литовского, старославянского, готского и немецкого языков» («Vergleichende Grammatik des Sanskrit, Send, Armenischen, Griechischen, Lateinischen, Litauischen, Altslavischen, Gotischen und Deutschen»). Основное внимание уделено морфологии, фонетике и синтаксису — мало.
Бопп опубликовал несколько санскритских текстов, их переводы, небольшой словарь и, что важнее всего, выпустил несколько изданий санскритской грамматики: в разных редакциях (первое изд. в 1834). Составляя эти грамматики, он опирался не на оригинальные работы индийских грамматистов, а только на переработки английских ученых и собственные знания; так он, однако, сумел приспособить изложение санскритской грамматики к европейскому образу мысли, и этим значительно способствовал популяризации санскрита в континентальной Европе. Не подлежит сомнению, что и Бопп, и другие европейские языковеды научились от индусов анализировать язык с точки зрения фонетики и морфологии, то есть раскладывать слова на фонетические и морфологические слагаемые.